# Tetsuyuki Inami
Tetsuyuki Inami (japanisch 稲見 哲行 Inami Tetsuyuki; * 5. April 1999 in der Präfektur Tochigi) ist ein japanischer Fußballspieler.

## Karriere
Tetsuyuki Inami erlernte das Fußballspielen in den Jugendmannschaften vom Kitsuregawa SC und AS Tochigi, in der Schulmannschaft der Yaita Chuo High School sowie in der Universitätsmannschaft der Meiji-Universität. Von Juli 2021 bis September 2021 wurde er von der Universität an Tokyo Verdy. Der Verein, der in der Präfektur Tokio beheimatet ist, spielte in der zweiten japanischen Liga. Hier kam er jedoch nicht zum Einsatz. Am 1. Februar 2022 wurde Inami von Verdy fest unter Vertrag genommen. Sein Zweitligadebüt gab Tetsuyuki Inami am 10. Juli 2022 (26. Spieltag) im Auswärtsspiel gegen Ōmiya Ardija. Beim 2:2-Unentschieden wurde er in der 70. Minute für Yūta Narawa eingewechselt. In seiner ersten Profisaison kam er auf zwölf Ligaeinsätze. Am Ende der Saison 2023 wurde er mit Verdy Tabellendritter. In den Aufstiegsspielen konnte man sich durchsetzen und stieg in die erste Liga auf.